# Jaroslav Seifert
Jaroslav Seifert (Praga, 23 de setembro de 1901 — Praga, 10 de janeiro de 1986) foi um poeta, escritor e jornalista checo.
Foi galardoado com o Nobel de Literatura de 1984, "pela poesia plena de frescura, sensualidade e criatividade, produto de um ser humano versátil e de um indomável espírito." Desde então a poesia checa passou a chamar a atenção do mundo, embora o grupo onde gerou-se o movimento poetista (Devětsil), do qual Seifert participou, hoje seja muito estudado e reconhecido em várias línguas, pela notoriedade posterior dos seus membros, bem como pela proximidade de nomes como Roman Jakobson e André Breton.  

## Obras (seleção)
Poetismo
- Na vlnách TSF (1925; TSF = Télegraphie sans fil)
- Ruce Venušiny ("As mãos de Vênus", 1936)

Contra a guerra
- Zhasněte světla (1938)
- Vějíř Boženy Němcové ("Leque de Božena Němcová", 1940 - Božena Němcová (1820? - 1862), uma escritora checa, é um símbolo de patritismo)
- Světlem oděná (1940)
- Kamenný most ("Ponte de pedras", 1944)

1945-1968
- Přilba hlíny (1945)
- Ruka a plamen ("A mão e a flama", 1948)
- Šel malíř chudě do světa (1949)
- Píseň o Viktorce ("Canção sobre Viktorka", 1950)
- Maminka ("Mãezinha", 1954)
- Koncert na ostrově ("Um concerto sobre uma ilha", 1965 - como libros seguidos, versos non rimados)
- Odlévání zvonů (1967)
- Halleyova kometa ("O cometa Halley", 1967)
- Kniha o Praze ("O libro sobre Praga", 1968)

1969-1983
- Morový sloup (1968 – 1970 samizdat, oficialmente 1981) – situação em república Checa desde 1969 é como uma epidemia de peste negra)
- Deštník z Piccadilly ("Chapéu-de-chuva de Piccadilly", 1978)
- Všecky krásy světa ("Todos beldades do mundo", 1979 – memórias)
- Býti básníkem ("Estar um poeta", 1983 – o libro final)